# Proteção auditiva
Proteção auditiva refere-se a dispositivos usados para proteger as orelhas, seja externamente de elementos como frio, intrusão por água e outras condições ambientais, detritos ou especificamente contra ruídos. Esses dispositivos são Equipamentos de Proteção Individual (EPI), sendo obrigatoriamente de uso pessoal, conhecidos também por dispositivos de proteção auditiva, que tem por finalidade diminuir os riscos existentes no ambiente, e proteger contra o surgimento de possíveis doenças ocupacionais.
Os altos níveis de exposição ao ruído podem resultar em perda auditiva induzida por ruído (PAIR). A Organização Mundial da Saúde reconhece que os efeitos da poluição sonora na saúde  envolvem acometimentos físicos (patológicos), como a PAIR, mudanças temporárias no limiar auditivo e trauma acústico. Também podem ser responsáveis por prejuízos fisiológicos, como o aumento da pressão sanguínea; sensoriais como a otalgia, desconforto e o zumbido. Além disso outros agravos relacionados ao ruído incluem a interferência na comunicação oral, alterações do sono, incômodo, fadiga, dores de cabeça, comportamentais e irritabilidade.
No contexto do trabalho, a proteção auditiva adequada é aquela que reduz a exposição ao ruído para menos de 85 dBA ao longo de um turno de trabalho médio de oito horas. Quando os sons excedem 80 dBA, torna-se um fator de risco para a audição. O Instituto Nacional de Segurança e Saúde Ocupacional (NIOSH) possui normas que mostram quanto tempo uma pessoa pode estar em diferentes níveis de volume antes que ela atinja sua dose diária máxima e se torne prejudicial à sua audição. Para cada aumento de 3 dB no nível de ruído, o tempo de exposição permitido é reduzido pela metade. Essas normas podem dar às pessoas uma ideia de quando a proteção auditiva deve ser considerada. A dose diária máxima com o nível de decibéis correspondente é mostrada abaixo.
Nível de decibels com o tempo atingindo a dose diária máxima (dBA):
- 8 horas a 85 dB (A)
- 4 horas a 88 dB (A)
- 2 horas a 91 dB (A)
- 60 minutos a 94 dB (A)
- 30 minutos a 97 dB (A)
- 15 minutos a 100 dB (A)

Os protetores auditivos são divididos em duas categorias: A) Protetores em que a atenuação é constante, e que não dependem do nível de pressão sonora. É considerada a mais comum e mais utilizada, sendo dividida em dois tipos: circum-auricular (concha) e de inserção (pré-moldado e moldável); B) Protetores em que a atenuação depende do nível de pressão sonora, é dividida em sistemas passivos (como os plugues de atenuação não linear, possuem filtros) e sistemas ativos (como os sistemas de comunicadores eletrônicos).

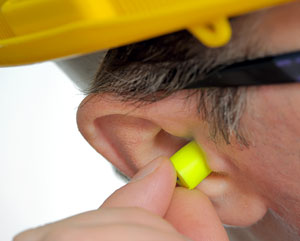
Tampões para as orelhas são uma forma de proteção auditiva

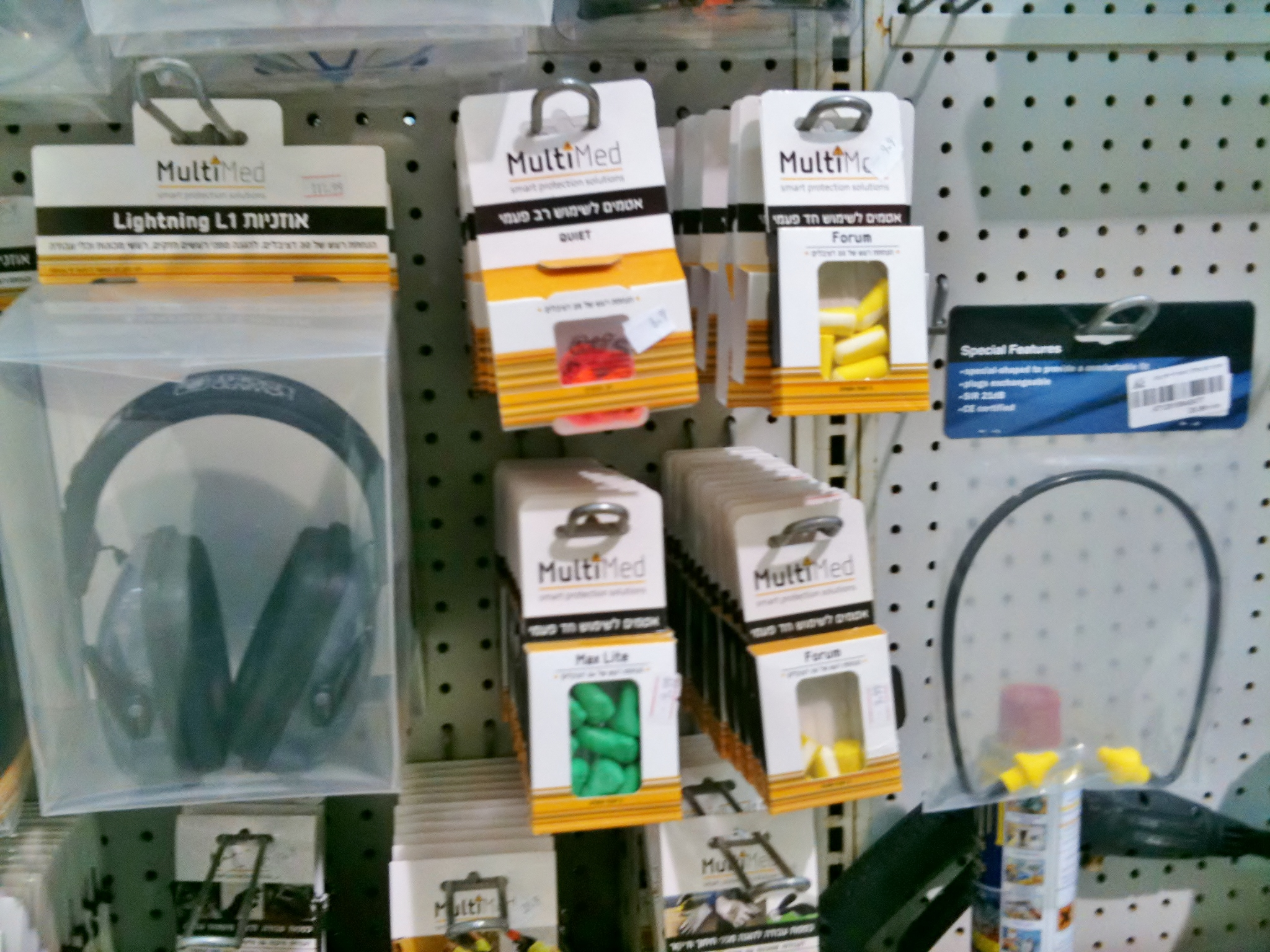

Diferentes tipos de proteção auditiva podem ser utilizados para maximizar a proteção auditiva. Os regulamentos da OSHA determinam se a proteção auditiva é necessária e se a empresa deve participar de um programa de conservação auditiva.
Os protetores auriculares são divididos em duas categorias:
- 1. Protetores em que a atenuação é constante, e que não dependem do nível de pressão sonora. É considerada a mais comum e mais utilizada, sendo dividida em dois tipos: circum-auricular (concha): essa proteção auditiva se ajusta ao redor da orelha externa da pessoa; inserção (pré-moldado e moldável): se encaixam no interior do canal auditivo da pessoa ;
  2. Protetores em que a atenuação depende do nível de pressão sonora, é dividida em sistemas passivos (como os plugues de atenuação não linear, possuem filtros) e sistemas ativos (como os sistemas de comunicadores eletrônicos).[6]

Em algumas ocasiões, é bastante comum utilizar dupla proteção, ou seja, mais de um tipo de proteção auditiva sendo usada simultaneamente (como o protetor de inserção associado ao protetor do tipo concha) visando potencializar a redução de ruído.
O funcionamento eficaz de um protetor auditivo depende de alguns fatores, como suas características (intrínsecas como o total de atenuação fornecido e o tempo de uso) e as características fisiológicas e anatômicas do usuário. A seleção do protetor auricular deve considerar o ambiente no qual o trabalhador atua, o conforto e a aceitação pelo usuário, o custo e a durabilidade, os problemas trazidos para a comunicação durante o uso, a segurança e a higiene.  Também é necessário verificar a eficácia da colocação dos protetores auriculares e analisar a importância e a necessidade de realizar de um treinamento para a colocação adequada do EPI auricular.
Cada tipo de proteção auricular tem o que é chamado de classificação de redução de ruído (NRR). Isso fornece ao consumidor uma estimativa de quanto ruído está sendo reduzido antes de chegar a orelha do indivíduo. É importante que o consumidor saiba que essa é apenas uma estimativa numérica única decorrente de uma experiência de laboratório, e a NRR varia de acordo com o indivíduo que usa a proteção auditiva. O NIOSH e a OSHA têm valores redutores para ajudar a pessoa a ter uma noção de quanto som está sendo atenuado enquanto usa a proteção auditiva. A OSHA usa meio desclassificação, enquanto o NIOSH usa 70% para tampões para orelhas pré-formadas, 50% para tampões para orelhas moldáveis e 25% para os protetores para as orelhas.
A proteção auricular eletrônica está disponível como tampões para as orelhas. O tampões eletrônicos detectam e amplificam sons silenciosos enquanto bloqueiam ruídos altos. Também são úteis em várias situações, como para caçadores ou atiradores, que precisam proteger e preservar sua audição do alto relato de um rifle de caça, mas ainda precisam ouvir os ruídos ao seu redor. A proteção auditiva eletrônica permite que o usuário mantenha uma conversa normal ou escute um jogo enquanto ainda bloqueia ruídos externos que podem prejudicar a audição.

## Caça e armas de fogo

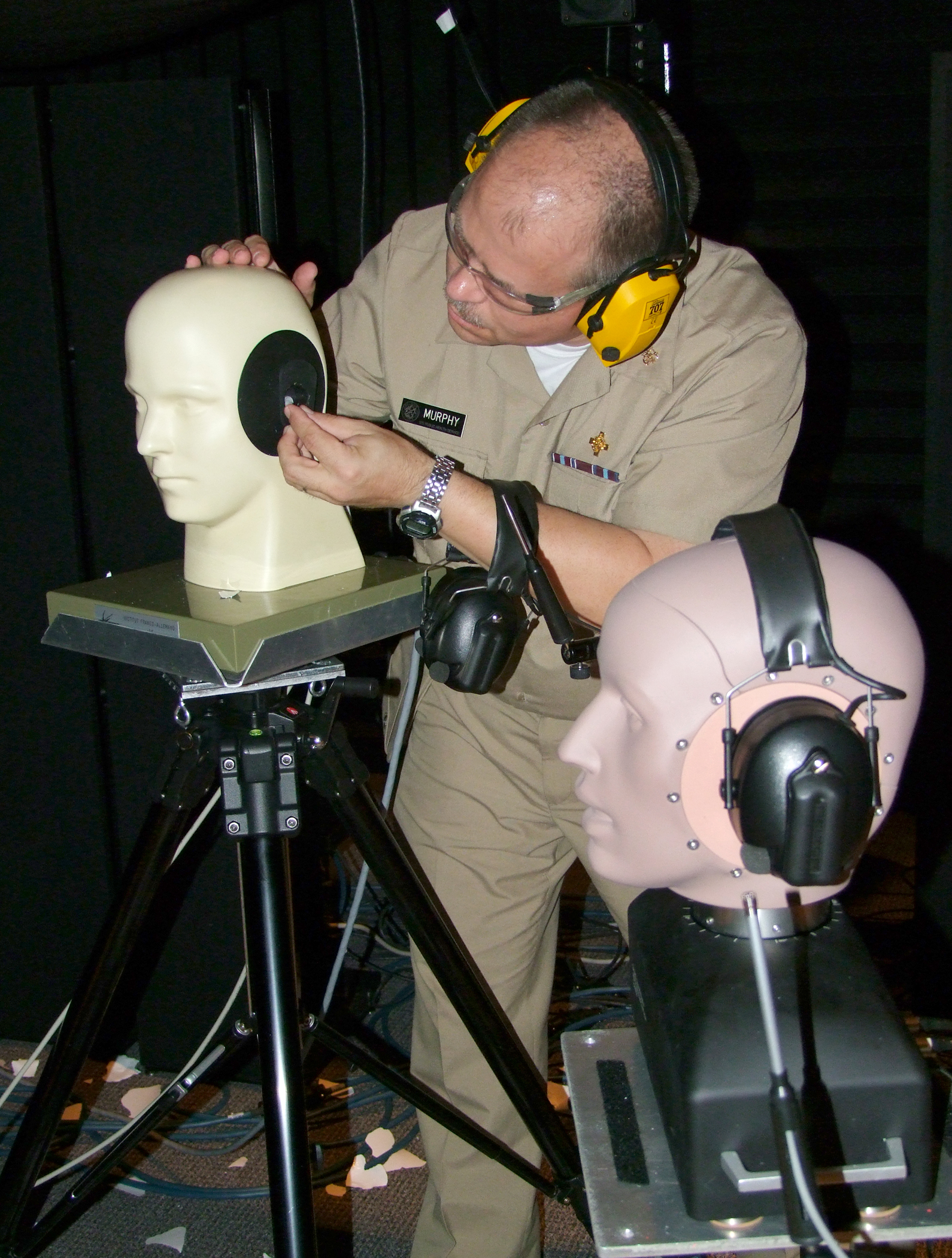
Testagem de Uso de Protetor Auditivo Ativo

O disparo de armas para uso recreativo pode levar à perda auditiva, acometendo pricipalmente as altas frequências. O disparo de armas de fogo pode causar danos a várias estruturas cocleares devido aos altos níveis de pressão sonora que eles geram, variando de 140 a 175 dB.
Juntamente com as opções passivas de redução de ruído geralmente usadas profissionalmente (como tampões auditivos), também existem dispositivos ativos para redução de ruído. A tecnologia ativa de redução de ruído é usada para fornecer proteção contra ruído, como opções passivas, mas também usa circuitos para dar audibilidade a sons que estão abaixo de um nível perigoso (cerca de 85 dB) e tenta limitar o nível médio de saída para cerca de 82 a 85 dB para manter a exposição ao ruído num nível seguro. As estratégias para ajudar a proteger a audição de armas de fogo também incluem o uso de freios e supressores de boca, disparar menos balas e utilizar uma arma de fogo com um cano mais curto. Recomenda-se atirar ao ar livre ou em um ambiente tratado com som e tentar evitar uma área que não esteja totalmente fechada. Se houver várias pessoas, é melhor garantir que haja uma grande distância entre os atiradores e que eles não estejam disparando ao mesmo tempo.